# Luftschiffhalle Luzern

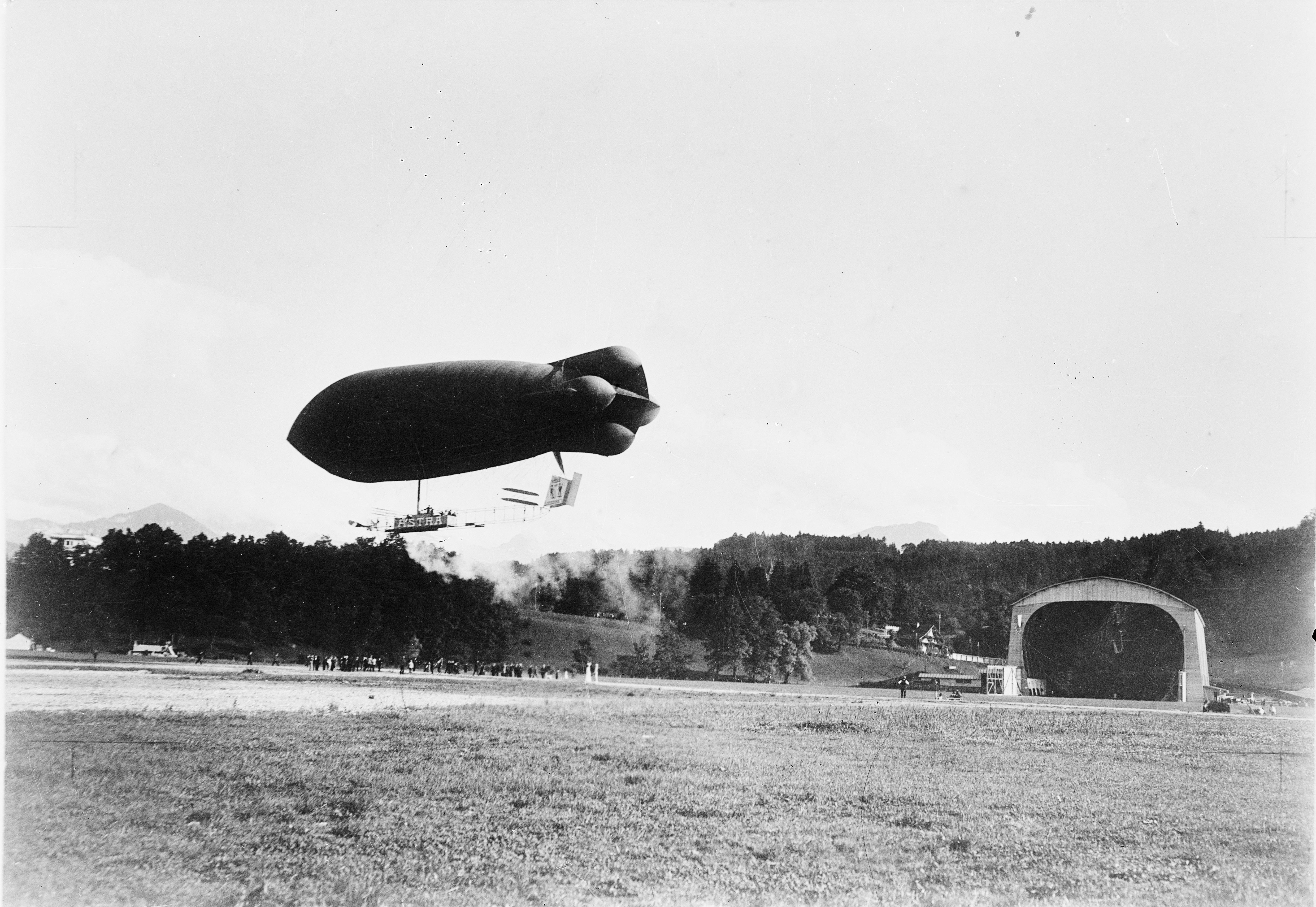
Luftschiff "Astra" mit Halle

 Die Luftschiffhalle Luzern war ein Hangar für Luftschiffe auf dem Gelände nordwestlich Tribschen, dem Tribschenmoos in Luzern.

## Areal
Die Luftschiffhalle wurde im Jahr 1909 auf einem rund 400 Metern breiten Gelände von etwa 26 Hektar für die Genossenschaft Aero gebaut. Die Länge betrug 96 Meter bei einer Breite von 46 Metern und einer Höhe von 30 Metern. Die Lichtmasse betrugen in der Breite 38 Meter und in der Höhe 24 Meter. Für die vorgesehenen zwei unstarren Luftschiffe gab es nur Tore seeseitig, die Rückwand war geschlossen. Ein Luftschiff sollte 4500 Kubikmeter Inhalt haben und 8 Personen tragen, das Zweite 7000 Kubikmeter für 15 Personen. Schliesslich war aber nur ein Luftschiff von Luzern aus im Einsatz, die Ville de Lucerne. Der Betrieb mit dem Luftschiff war sehr teuer und die Betreibergenossenschaft versuchte später, das Rundflug-Angebot mit Doppeldeckern aufrechtzuerhalten.

## Bau der grossen Halle
Obschon der Vertrag mit dem Luftschiffbetreiber ursprünglich nur auf ein Jahr lautete, wurde die Halle für zwei Luftschiffe konzipiert. Der Brückeningenieur E. Lubini der damaligen Gotthardbahn, berichtete dem Kur-Komitee, aus dem die Genossenschaft hervorging, dass aufgrund des feuchten Untergrundes eine Pfahlgründung nötig sei. Acht Pfähle trugen jeweils die Betonplatte eines Pfeilerfusses. Die Zimmermeisterfirma Sieber, Eggstein & Lohr hatte den Entwurf vorgelegt. Die 13 mit je 8 Metern Abstand als Sichelträger ausgeführten Hauptbinder besaßen eine Spannweite von gut 40 Metern. Als Konstruktionsholz wurden 600 Kubikmeter Tannenholz verbaut, weitere 350 Kubikmeter Holz wurden für die Verschalung verbaut. Mit 15 Tonnen Eisen wurde die Konstruktion verspannt.
Für den Bau wurde ein Teilmodell im Massstab 1:20 erstellt, das mit 540 Kilogramm Ballast belastet wurde sowie zusätzlich über eine Federwaage mit 65 Kilogramm zur Seite gezogen wurde, um die Windkraft zu simulieren. Dies entsprach der Maximalbelastung der Pfeiler, welche für eine Maximallast von 40 Tonnen ausgelegt waren. Lüftungsaufsätze im Dach und Seitenfenster hätten allenfalls austretendes Gas entweichen lassen sollen. Die Fertigstellung war für Juni 1910 vorgesehen.

## Spätere Verwendung der Hallen
Während des Ersten Weltkriegs wurde die Luftschiffhalle vom Militärdepartement als Strohlager verwendet. Um 1920 wurde die Luftschiffhalle Tribschen als Eisfeld genutzt. Die Halle wurde 1921 für 10'000 Franken verkauft und 1923 abgerissen. Heute befinden sich an der Stelle Sportanlagen und eine Eissporthalle. Der heutige Sportplatz ist Heimat des FC Kickers Luzern.

Spätere Verwendung der Luftschiffhalle als Strohlager
Anlieferung des Strohs mit Eisenbahnwagen
Auch in einer weiteren Halle wurde Stroh eingelagert